# Роберто Д'Обюіссон
Роберто Д'Обюіссон Аррієта (ісп. Roberto d'Aubuisson Arrieta, 23 серпня 1943 — 20 лютого 1992) — військовий та політичний діяч Сальвадору ультраправого напрямку, один з керівників «ескадронів смерті». Співзасновник Націоналістичного республіканського альянсу (ARENA), у 1982—1983 роках Президент Законодавчої асамблеї Сальвадору, кандидат в президенти Сальвадору, Вважається організатором вбивства архієпископа Сан-Сальвадора Оскара Ромеро. Мав прізвисько «Боб паяльна лампа», посол США в Сальвадорі Вайт назвав його патологічним вбивцею.

## Біографія
По батьківській лінії є нащадком переселенців з Франції аристократичного походження. Вчився в школі єзуїтів, отримав католицьке виховання.
Після закінчення школи в 1963 році він вступив до Національної гвардії.
Навчався методам психологічної війни та боротьби з бойовиками в США та на Тайвані. У 1977 році став випускником Академії політичних військових кадрів (政治作戰學校) у Фусінган.
Після повернення до Сальвадору став одним з керівників військової розвідки ANSESAL, де отримав доступ до даних дисидентів, з якими боровся тодішній президент Карлос Ромеро. У жовтні 1979 року до влади в Сальвадорі прийшла Революційна урядова хунта (JRG) і у листопаді 1979 року Д'Обюіссон був вимушений піти з посади.

### Ескадрони смерті
За підтримки вищого класу Д'Обюіссон разом з кількома офіцерами заснував правий контрреволюційний рух MNS. Офіційно це була політична група, що публікувала декларації в газетах, але її справжньою метою було створення таємної військової організації, яка буде боротися з партизанським лівим терором такими ж терористичними методами. Крім крайніх «лівих» до ворогів були зараховані і представники помірної опозиції і навіть католицькі священники та монахи. Особливу ненависть у Д'Обюіссона (напевно внаслідок дитячих травм) викликали єзуїти, яких він також вважав прокомуністичними. Викрадені Д'Обюіссоном під час служби файли стали для групи списком ворогів, крім того вони отримували дані жертв через мережу цивільних «розвідників». Крім неафішованої підтримки урядових осіб рух отримав матеріальну допомогу олігархів та представників верхівки суспільства, йому надавались гроші, будинки, транспорт, зброя перевозилась на приватних літаках. Були організовані неформальні зустрічі з ветеранами подібних служб Франції та Аргентини.
На початку 1980 року учасники MNS почали терористичну кампанію з дестабілізації уряду та блокуванню аграрної реформи. Їх цілями були керований єзуїтами Центральноамериканський університет, газети, радіостанції, урядові будівлі та церкви, а також представники лівих партій. Крім фізичного насильства проти ворогів використовували чорний піар. Наприклад єзуїтів через ЗМІ фальшиво звинуватили в підтримці партизан. "Ескадрони смерті" займалися викраденнями, залякуванням, тортурами, вбивствами. Часто люди, імена яких були озвучені Д'Обюіссоном на телебаченні як вороги та комуністи, зникали або були знайдені мертвими.
Д'Обюіссон був безпосередньо причетний до вбивства архієпископа Сан-Сальвадору Оскара Ромеро у березні 1980 року. Також він наказав викрасти президента Сальвадорської футбольної федерації.
7 травня 1980 року майор Д'Обюіссон був заарештований разом з групою цивільних осіб і солдатів. Під час арешту було виявлено значну кількість зброї та документів, які свідчили про причетність групи до організації та фінансування ескадронів смерті. Однак його було звільнено після втручання генерала Хосе Гільєрмо Гарсія, міністра оборони Сальвадору, незважаючи на запити США на притягнення Д'Обюіссона до відповідальності.
Також він вважається причетним до смерті генерала Маріо Замора у 1980 році, американських аграрних радників та голови Сальвадорського інституту розподілу землі, які займалися аграрною реформою, у 1981 році. США звинуватили д'Обюіссона в змові з метою вбивства посла США у Сальвадорі Томаса Р. Пікерінга.

### Політична діяльність. Партія ARENA
Наприкінці 1981 року Д'Обюіссон об'єднав МNС та інші групи правих бойовиків у партію ARENA. Він перетворився на одного з найрозумніших і найспритніших політиків країни. Використовуючи свій мачистський імідж харизматичного борця з ліваками, антикомуніста, Д'Обюіссон зробив ARENA впливовою політичною силою. Багато хто з виборців не вірив у його зв'язок з «ескадронами смерті».
На виборах 1982 року ARENA набрала 29,3% голосів, що дозволило їй в союзі з іншими партіями одержати контроль над Асамблеєю — законодавчим органом країни, а Д'Обюіссону — стати президентом Законодавчих зборів.
Під час виборчої кампанії 1984 року майор Д'Обюіссон відвідав Вашингтон, де грав роль фаната прав людини, конституційного правління та демократії. Під час ефіру в програмі «Nightline» він сказав ведучому Теду Коппелу, що нічого не знає про змову проти єпископа Оскара Ромеро, також відкинув звинувачення у співучасті у інших вбивствах і назвав посла Пікерінга «другом».
6 травня 1984 року відбулися вибори президента Сальвадора, в яких взяв участь Роберто Д'Обюіссон. З результатом 46,4 % він програв іншому кандидату — християнському демократу Хосе Наполеону Дуарте, якого також вважав комуністом. Спочатку Д'Обюіссон висунув звинувачення проти ЦРУ та США в підтримці Дуарте, але потім прийняв перемогу суперника.
У 1986 році самоусунувся з керівного поста в партії, зберігаючи титул «почесного президента» та маючи закулісний вплив.
У 1985—1991 роках був кілька раз вибраний депутатом Законодавчих зборів.
У 1992 році у віці 48 років помер від виснажливої онкологічної хвороби.
Д'Обюіссон користувався підтримкою сенатора США Джессі Хелмса.

## Погляди та поведінка
В інтерв'ю німецьким журналістам Д'Обюіссон похвалив німців, як організаторів Голокосту — «Ви зрозуміли, що євреї відповідальні за поширення комунізму, і почали їх вбивати».
Вважав себе відданим католиком.
Постійно палив, багато пив, у нетверезому вигляді був нестримним.

## Родина
У 2007 році син Д'Обюіссона — Едуардо та ще два політики були вбиті у Гватемалі. Підозрюють що вбивства пов'язані з наркоторгівлею.
Інший син — Роберто, був мером міста Санта-Текля.
Троюрідна сестра по материнській лінії Марібел Аррієта Гальвес, баронеса Тюре — «Міс Латинської Америки 1953», представляла країну на «Міс Всесвіт» 1955, де отримала титул «Міс Конгеніальність». Відома своєю схожістю з Мерілін Монро.